# Wincenty Lutosławski
Wincenty Lutosławski (ur. 6 czerwca 1863 w Warszawie, zm. 28 grudnia 1954 w Krakowie) – polski filozof, profesor, poliglota i publicysta, działacz społeczny i narodowy; najstarszy syn Franciszka Dionizego Lutosławskiego i Marii ze Szczygielskich.

## Życiorys

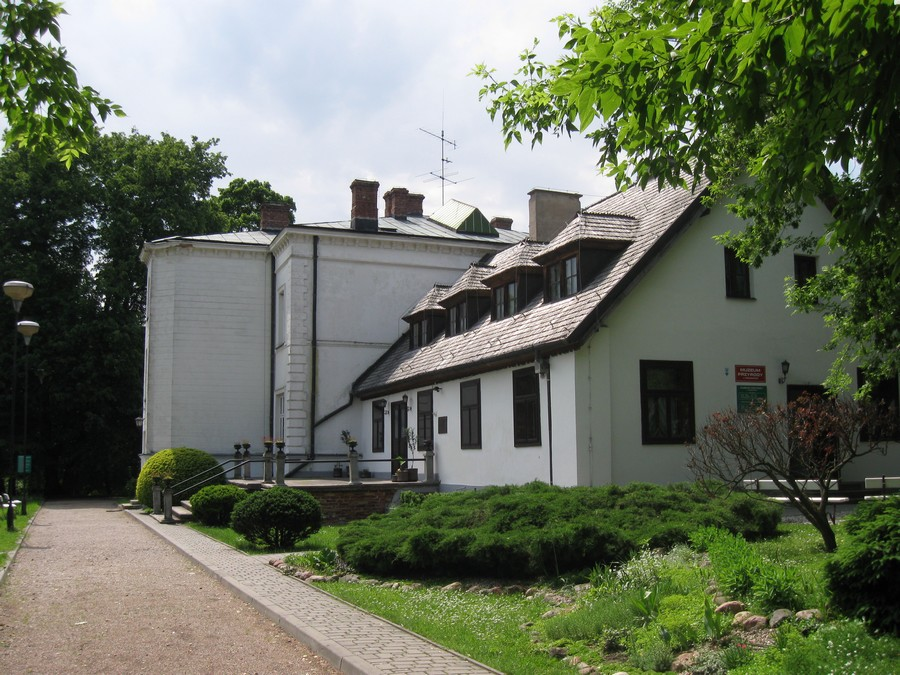
Dwór Lutosławskich w Drozdowie

Dzieciństwo spędził w rodzinnym Drozdowie. W 1881 rozpoczął studia chemiczne na Politechnice Ryskiej, następnie przeniósł się na Uniwersytet w Dorpacie, gdzie studiował chemię i filozofię. W 1883 został przyjęty do korporacji akademickiej Konwent Polonia. W 1885 uzyskał stopień kandydata w zakresie chemii, a w 1886 w zakresie filozofii. Dyplom magistra filozofii otrzymał w 1887. Pracował w Moskwie, Londynie i Kazaniu, gdzie otrzymał docenturę na Uniwersytecie, oraz w Hiszpanii. W 1898 obronił doktorat na Uniwersytecie Helsińskim. W 1899 osiedlił się z rodziną na kilka lat w Krakowie, gdzie wykładał na Uniwersytecie Jagiellońskim. W latach następnych wykładał na uniwersytetach w Lozannie i Genewie. Po zakończeniu I wojny światowej został profesorem na Uniwersytecie Stefana Batorego w Wilnie, gdzie wykładał w latach 1919–1929. 27 listopada 1929 został odznaczony Krzyżem Komandorskim Orderu Odrodzenia Polski. Po przejściu na emeryturę, po krótkich pobytach w różnych miejscach i krajach, osiadł w Krakowie, gdzie jeszcze w latach 1946–1948 wykładał na Uniwersytecie Jagiellońskim.
Został pochowany na Cmentarzu Salwatorskim w Krakowie (sektor SC-11-1-2).

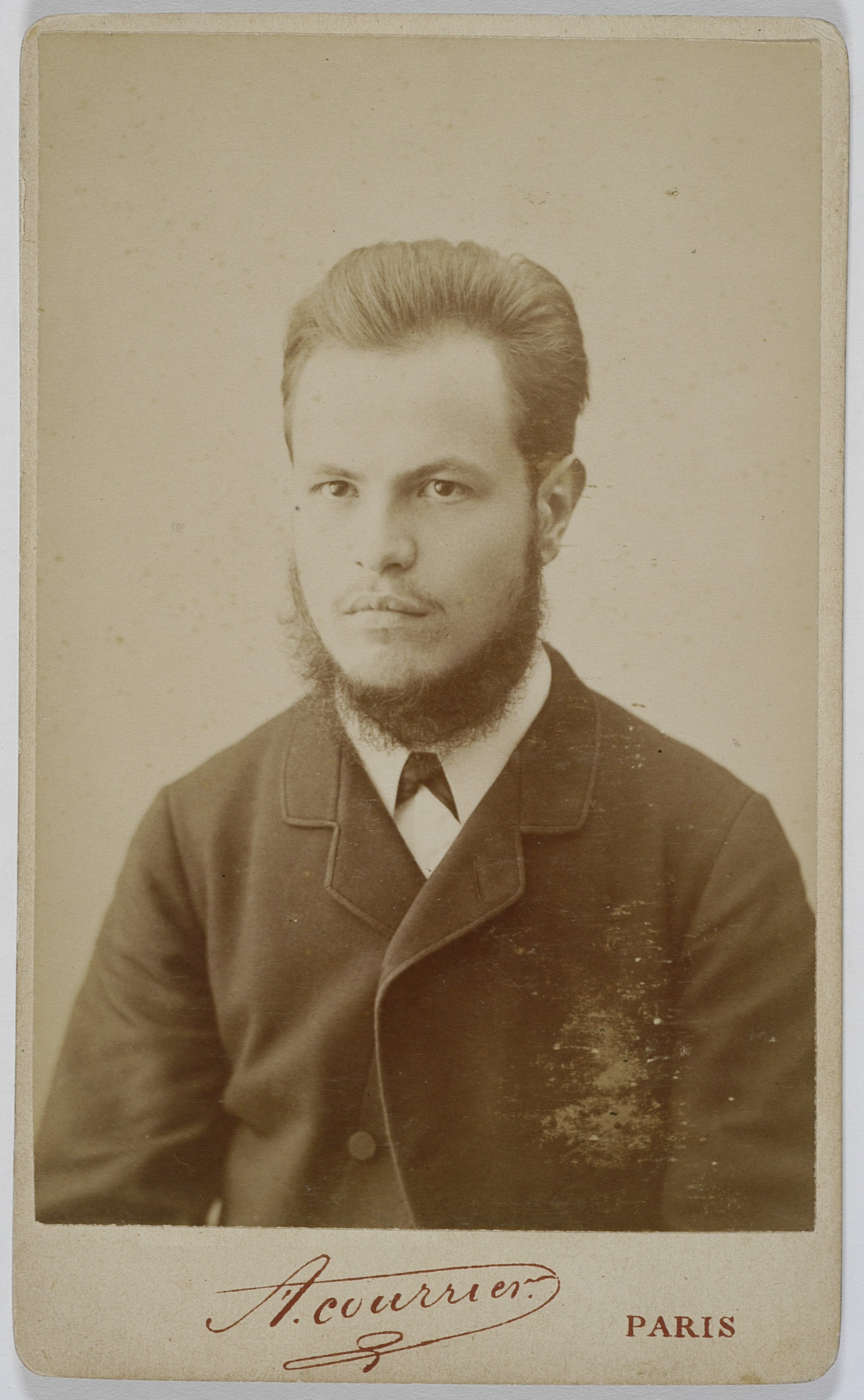
Portret Wincentego Lutosławskiego, ok. 1885 r.

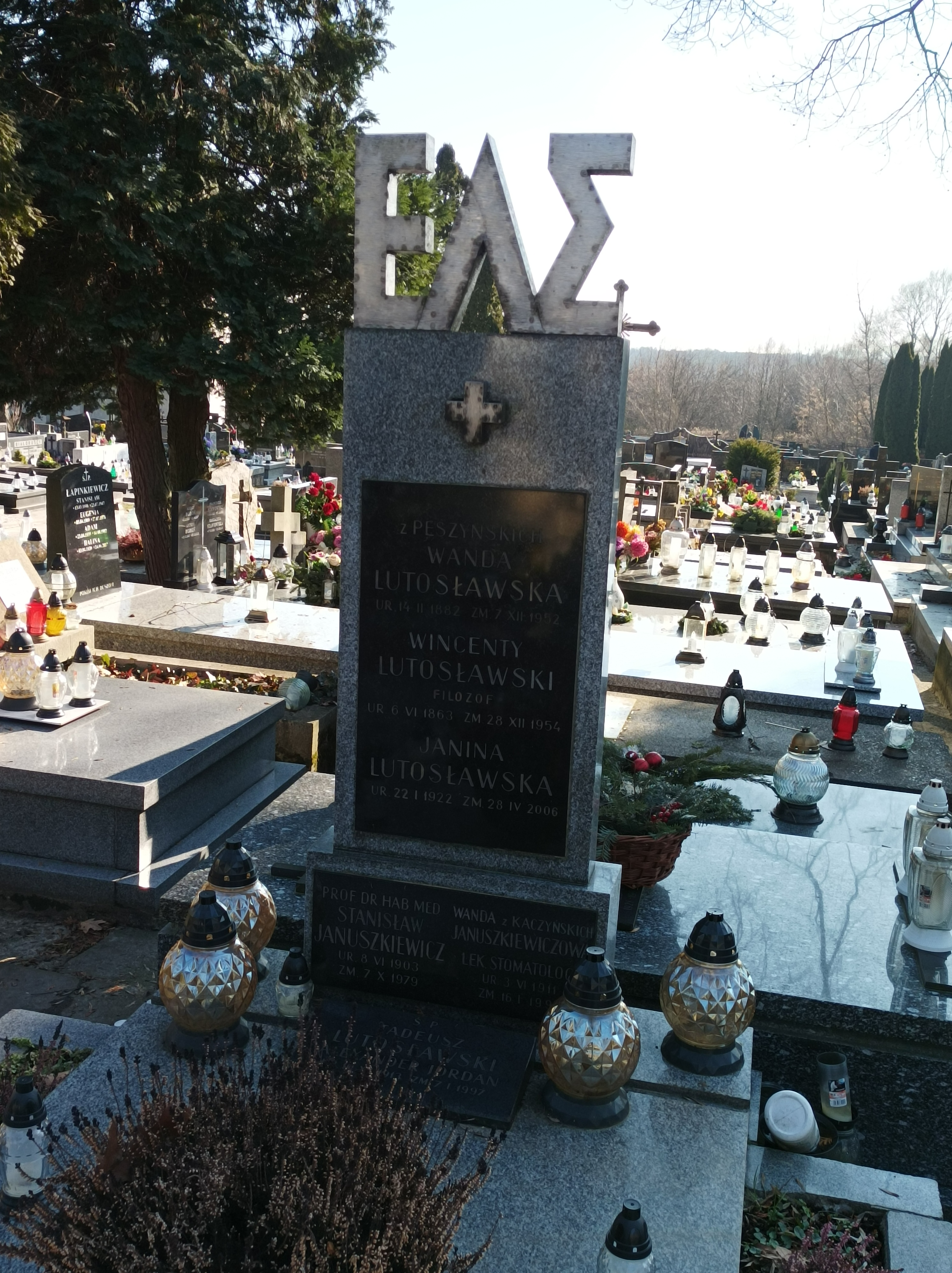
Grób Wincentego Lutosławskiego i Stanisława Januszkiewicza na Cmentarzu Salwatorskim

### Działalność społeczno-polityczna
Dom Wincentego Lutosławskiego był miejscem ożywionego życia artystycznego i spotkań patriotycznych. Jego społeczno-polityczna działalność stanowiła konsekwencję poglądów filozoficznych. Filozof pragnął w ten sposób wnieść wkład w narodową przemianę. Jako członek należał do Ligi Narodowej. Był ponadto założycielem organizacji o charakterze edukacyjnym takich jak Koło Filaretów i Kuźnica, którą założył w roku 1913 we Château Barby we Francji. W czasie Kongresu Wersalskiego opracowywał ekspertyzy dla delegacji polskiej.
Wincenty Lutosławski na gruncie swojej filozofii wypracował mistyczno-edukacyjną utopię. W jej ramach postulował m.in. budowę w stolicy państwa instytucji dbających o rozwój narodowej kultury umysłowej. Jednym z celów jakie przed nimi stawiał było opracowanie dziejów ojczystych i powszechnych z perspektyw narodowej. Gospodarką, zdaniem filozofia, powinny zaś zarządzać wykwalifikowane, pochodzące z wyboru komitety. Miały one ponadto dbać o organizację powiązanego z gospodarką uniwersyteckiego kształcenia zawodowego.

#### Idea abstynencji, Eleuteria i Eleusis
Podczas studiów nad filozofią Platona w Anglii zetknął się z Zakonem Dobrych Templariuszy i Armią Zbawienia, propagującymi ideę abstynencji, i stał się jej krzewicielem.
Na początku 1902 założył Eleuterię – towarzystwo do walki z alkoholizmem. Kilka miesięcy później w Krakowie i Lwowie powstała z niego organizacja Eleusis – stawiająca sobie za cel odrodzenie narodowe, wypracowanie nowego typu Polaka, m.in. poprzez pogłębione praktyki religijne i poczwórną wstrzemięźliwość (od alkoholu, hazardu, tytoniu, rozpusty). W dniu 40. rocznicy wybuchu powstania styczniowego, 22 stycznia 1903 w Krakowie dwanaście osób złożyło na ręce Lutosławskiego uroczystą przysięgę dożywotniego zachowania poczwórnej wstrzemięźliwości. Za publiczne złożenie ślubów władze austriackie pociągnęły Lutosławskiego do odpowiedzialności, co poruszyło opinię społeczną i przyczyniło się do dalszego napływu nowych członków.
Organizacja jest uważana za jedną z tych, które wpłynęły na oblicze ideowe polskiego harcerstwa, kilku jego założycieli wywodziło się z Eleusis.
Zasady eleuzyńskie Lutosławski zebrał w tomiku Eleusis, w którym wszystkie teksty napisał sam, lecz pod czterdziestoma różnymi pseudonimami. Mimo zapewnień o katolickości w tekstach znalazły się sformułowania niezgodne z nauką Kościoła, które stały się przyczyną nieporozumień, np. określenie rozpusty.
Wincenty Lutosławski był swego rodzaju liderem środowiska skupionego wokół Eleusis, jednak z biegiem czasu tracił z nim kontakt. Części członków przeszkadzał zbyt religijny, katolicki charakter organizacji. W 1907 Lutosławski ogłosił, iż organizacja stanowi jego rząd dusz, zaś on posiada władzę dyktatorską. Spotkało się to z dużym sprzeciwem w Eleusis. Ostatecznie w 1913 organizacja zerwała z nim kontakt. Przyczynił się do tego również jego ślub z Wandą Peszyńską, który zawarł mimo ważnego ślubu kościelnego z Zofią Casanovą. Następnie Lutosławski założył Towarzystwo Kowali.
Wincenty Lutosławski zachęcał studentów oraz słuchaczy swoich wykładów i odczytów do zachowywania abstynencji.

### Filozofia
Do największych zasług Wincentego Lutosławskiego należy chronologiczne uporządkowanie Dialogów Platona. Dokonał tego dzięki wynalezieniu metody porównywania stylu różnych dzieł przypisywanych temu samemu autorowi lub różnym autorom, nazwanej stylometrią. Podjął on także próbę opracowania polskiego narodowego systemu filozoficznego łączącego platoński idealizm z mesjanizmem polskiego romantyzmu.
Znany był jako obrońca sprawy polskiej i polskości Gdańska.

### Joga
Wincenty Lutosławski był pionierem jogi w Polsce. W 1909 opublikował książkę pt. Rozwój potęgi woli przez psychofizyczne ćwiczenia według dawnych aryjskich tradycji oraz własnych swoich doświadczeń podaje do użytki rodaków, gdzie m.in. opisał jak za pomocą ćwiczeń jogi oraz systematycznych i intensywnych ćwiczeń woli wyleczył się z ciężkiej nerwicy (cierpiał na okresowe stany depresji). Ta pozycja była inspiracją dla Tadeusza Paska.
Tłumaczył na język polski książki Yogiego Ramaczaraki. Jego publikacje z zakresu jogi indyjskiej miały duży wpływ na Jerzego Grotowskiego.

## Życie prywatne
Wincenty był najstarszym synem Franciszka Dionizego Lutosławskiego i miał pięciu braci: Stanisława, Mariana, Jana, Kazimierza i Józefa (por. Lutosławscy).
Z małżeństwa z pierwszą żoną – hiszpańską poetką Sofią Casanovą, Wincenty Lutosławski miał cztery córki:
- Marię (1888–1979), która wyszła za Mieczysława Niklewicza,
- Izabelę (1889–1972), zamężną z Romualdem Wolikowskim,
- Halinę (1897–1989) późniejszą Czesławową Meissnerową,
- Jadwigę, zmarłą w wieku dziecięcym.

Z drugiego związku, z Wandą Peszyńską, urodził się syn Wincentego Tadeusz (1913–1998), publicysta, który w czasie wojny zmienił nazwisko na Aleksandra Jordana, oraz córka Janina Lutosławska (1922–2006), doktor filologii angielskiej.
Jest pradziadkiem polskiego fizyka Krzysztofa Meissnera.

## Główne dzieła
- O logice Platona (I–II, Kraków 1891–1892, I: O tradycyi tekstu Platona, II: Dotychczasowe poglądy na logikę Platona i zadania dalszych badań nad tym przedmiotem);
- O pierwszych trzech tetralogiach dzieł Platona (Kraków 1896);
- The Origin and Growth of Plato’s Logic. With an Account of Plato’s Style and of the Chronology of His Writings (Londyn 1897, Hi 1983);
- Platon jako twórca idealizmu (Warszawa 1899);
- Źródła pesymizmu (Kraków 1899);
- Z dziedziny myśli. Studja filozoficzne. 1888–1899 (Kraków 1900);
- Wykłady Jagiellońskie (I–II, Kraków 1901–1902);
- The Polish Nation (Berlin 1908).
- Rozwój potegi woli przez psychofizyczne ćwiczenia według dawnych aryjskich tradycji oraz własnych swoich doświadczeń podaje do użytku rodaków (1909)
- Praca narodowa: program polityki polskiej (Wilno, 1922) .